# Africa Evangelical Church
Africa Evangelical Church är en evangelikal kyrka i södra Afrika, indelad i fyra distrikt:
Östra Kapprovinsen, Gauteng, KwaZulu-Natal och Swaziland.
Det sistnämnda distriktet tillhör Swaziland Conference of Churches.